# Ousmane Dembélé
Pour les articles homonymes, voir Dembélé.
Ousmane Dembélé, né le 15 mai 1997 à Vernon en France, est un footballeur international français qui évolue au poste d'ailier au Paris Saint-Germain.
Il commence sa carrière au Stade rennais FC où il se révèle avant de rejoindre le Borussia Dortmund en 2016. Avec le club de la Ruhr, il réalise une saison individuelle exceptionnelle et remporte la Coupe d’Allemagne où il marque en finale. Un an plus tard, il est transféré au FC Barcelone pour 105 millions d’euros, soit à l’époque le 2e plus gros montant de l’histoire pour un footballeur. S’il remporte plusieurs titres nationaux dont trois Liga, son aventure en Catalogne est contrariée par de nombreuses blessures. En 2023, il revient en France pour évoluer au Paris Saint-Germain et remporte notamment deux titres de champion de France ainsi que la Ligue des champions en 2025.
Sélectionné en équipe de France A par Didier Deschamps à partir de 2016, il remporte la Coupe du monde 2018 où il est principalement remplaçant. Il dispute ensuite l'Euro 2021 où il déclare forfait dès le deuxième match puis la Coupe du monde 2022, en tant que titulaire. À cette occasion, les Bleus s'inclinent en finale face à l'Argentine (3-3 puis 4-2 aux tirs au but). Il est sélectionné pour l'Euro 2024 où la France s'incline en demi-finale.

## Biographie

### En club

#### Enfance et formation au Stade rennais FC (2010-2015)

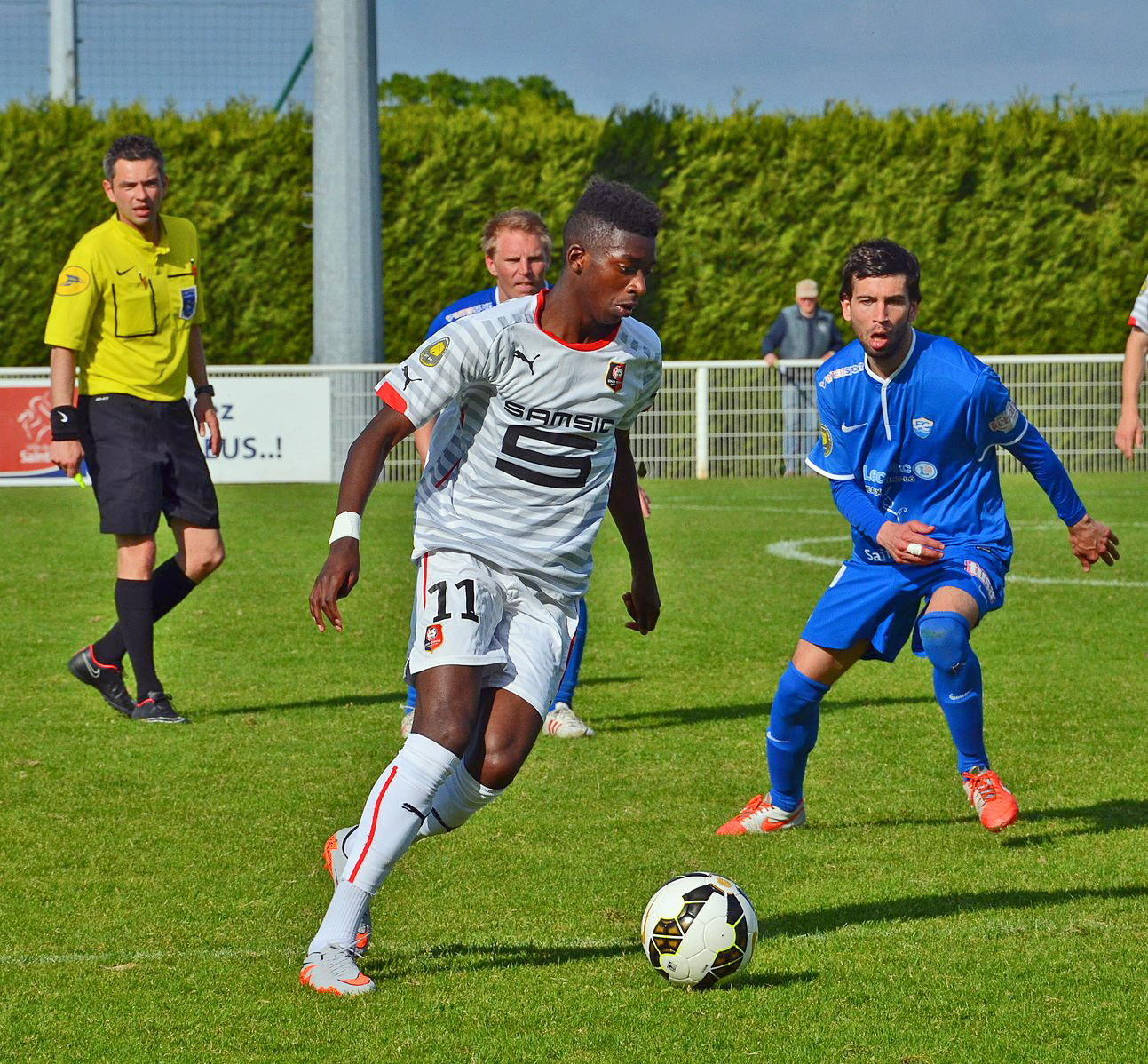
Ousmane Dembélé en CFA2 durant la saison 2014-2015.

Né le 15 mai 1997 à Vernon, dans le département de l'Eure, d’un père d'origine sénégalaise et d’une mère mauritanienne venue de Wali Djantang, Ousmane Dembélé grandit dans la ville voisine des Andelys. En octobre 2004, il commence la pratique du football sous les couleurs de l'ALM Évreux, le club du quartier de la Madeleine, l'une des trois zones urbaines sensibles de l'agglomération ébroïcienne. Ousmane Dembélé y joue durant cinq saisons, avant de rejoindre, de juillet 2009 à octobre 2010, l'Évreux FC, club issu de la fusion entre l'ALM Évreux et l'Évreux Athletic Club. Il s'essaye alors au futsal, se mesure à des joueurs plus âgés que lui, et démontre des qualités techniques supérieures à la moyenne. À l'âge de treize ans, il est détecté par le club professionnel du Stade rennais FC, et réalise des tests qui se révèlent concluants. Également courtisé par le Stade Malherbe Caen et Le Havre AC, le joueur choisit de prendre la direction de la Bretagne, et intègre le centre de formation du club breton. Pour qu'il conserve ses repères familiaux, sa mère Fatimata, son frère et ses deux sœurs déménagent également pour s'installer à Rennes.
En Bretagne, Ousmane Dembélé réalise sa formation durant cinq ans au sein de la génération 1997 du club rouge et noir. Il démontre des qualités qui lui permettent d'être sélectionné dans les équipes de France de jeunes. En septembre 2013, il fait ainsi ses débuts avec les moins de 17 ans à l'occasion de deux rencontres amicales face à l'Ukraine. Parfois trop individualiste à son arrivée au Stade rennais FC, il montre également quelques problèmes de comportement, mais corrige peu à peu ses défauts. Avec les moins de 17 ans tricolores, Dembélé marque quatre buts durant la saison 2013-2014, mais échoue avec ses partenaires à se qualifier pour l'Euro de la catégorie, éliminés par les Pays-Bas, futurs finalistes. Durant la saison 2014-2015, il honore cinq sélections avec l'équipe de France des moins de 18 ans, mais ne marque pas. Dans le même temps, Ousmane Dembélé participe au bon parcours rennais lors de la Coupe Gambardella 2014-2015 : il marque contre l'USSA Vertou au premier tour, puis contre l'AJ Auxerre en quarts de finale, mais l'équipe stadiste est éliminée en demi-finale par l'Olympique lyonnais. Enfin, le joueur brille dans le groupe A du CFA 2 avec la réserve rennaise, marquant treize buts pour dix-huit matchs disputés, et étant élu meilleur joueur du groupe par les entraîneurs des équipes adverses.

#### Débuts professionnels en Ligue 1 (2015-2016)

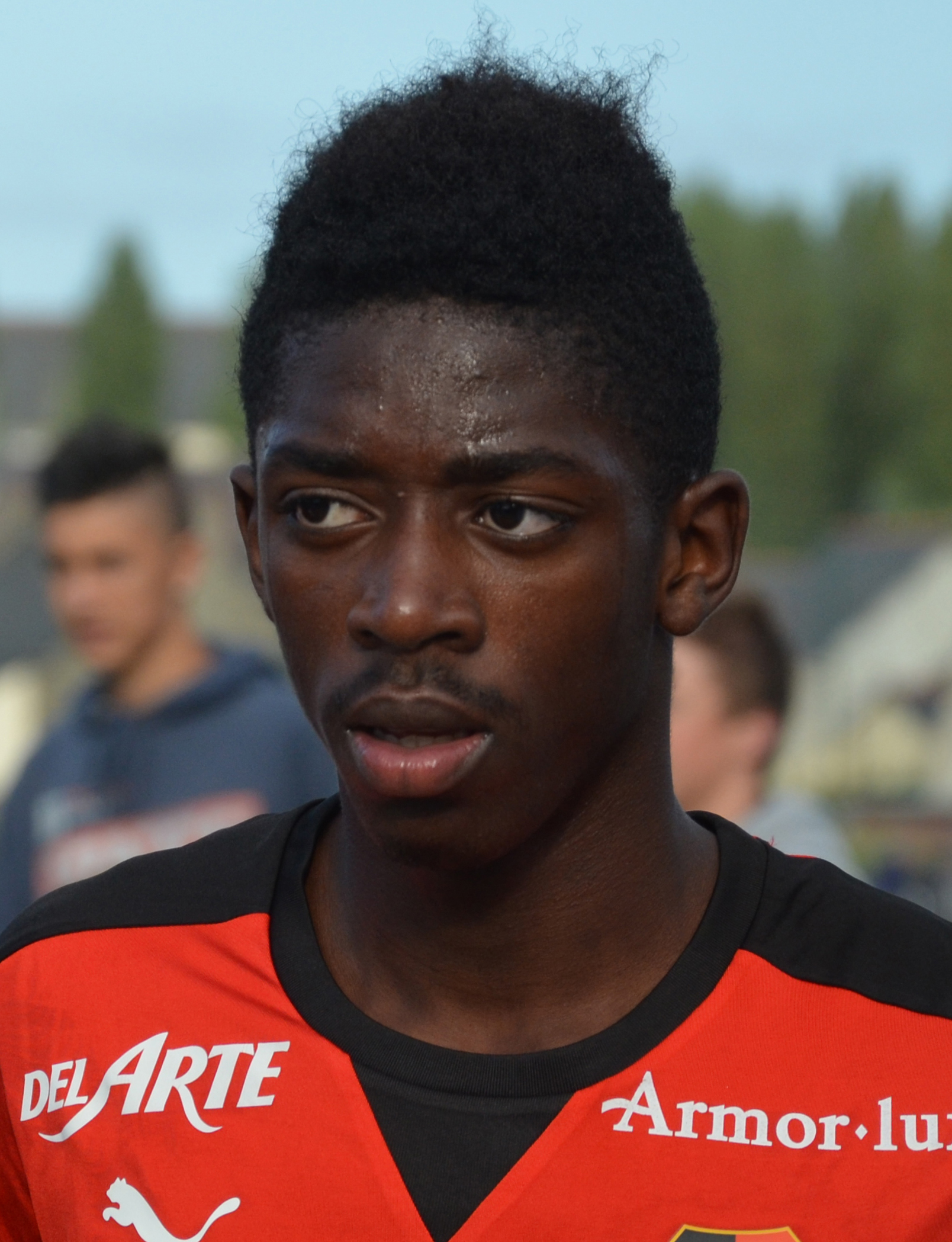
Ousmane Dembélé en juillet 2015.

À la fin du mois de juin 2015, Ousmane Dembélé est convié par Philippe Montanier à la reprise de l'entraînement de l'effectif professionnel, tout comme trois autres jeunes issus du centre de formation rennais, Namakoro Diallo, Jérémy Gélin et Denis-Will Poha. Alors que la signature d'un premier contrat professionnel semble devoir intervenir, la proposition de la direction du club rennais tarde à venir, trop au goût du joueur et de ses conseillers, qui dénoncent un manque de confiance. Une situation qui provoque alors la colère du président du Stade rennais FC, René Ruello. Le joueur annonce alors vouloir quitter le club breton, et refuse une première proposition finalement formulée par son club formateur. Poursuivant la préparation estivale avec le groupe professionnel, il réalise quelques bonnes prestations lors des matchs amicaux, et marque notamment un but face au Stade brestois 29. Voyant sa situation bloquée, le joueur finit par boycotter un stage de préparation effectué en Allemagne, et par refuser de s'entraîner avec son club. Convoité par le Red Bull Salzbourg et par le SL Benfica, Ousmane Dembélé est finalement bloqué par le Stade rennais FC, qui ne souhaite pas son transfert et fait valoir son droit de conserver un joueur sous contrat jusqu'en 2017,.
Le 1er octobre 2015, le joueur finit par signer un premier contrat professionnel de trois ans en faveur du Stade rennais FC, convaincu notamment par Mikaël Silvestre,. Un mois plus tard, le 6 novembre 2015, il dispute son premier match en Ligue 1 sur la pelouse du stade Jean-Bouin, face au Angers SCO, entrant en fin de match en remplacement de Kamil Grosicki. Deux semaines plus tard, titularisé au Roazhon Park contre le FC Girondins de Bordeaux, Ousmane Dembélé marque son premier but professionnel, sur une passe décisive de Paul-Georges Ntep. Devenant rapidement un élément régulièrement utilisé par son entraîneur Philippe Montanier, il donne ensuite une passe décisive à Kamil Grosicki contre le Stade de Reims, puis est impliqué dans les deux buts d'une victoire rennaise au stade de Roudourou contre l'EA Guingamp, en ouvrant le score sur un service de Giovanni Sio, avant de rendre la pareille à son coéquipier quelques minutes plus tard. En janvier 2016, il marque encore de nouveau contre le FC Lorient, sur un service de Juan Fernando Quintero, puis contre l'ESTAC Troyes, match lors duquel il provoque également un penalty.
Alors que le Stade rennais FC change d'entraîneur, Rolland Courbis remplaçant Philippe Montanier, Ousmane Dembélé continue de s'affirmer au sein de l'attaque rennaise. Après avoir égalisé, sur penalty contre le LOSC Lille le 7 février 2016, il permet à son équipe de l'emporter contre le Toulouse FC trois semaines plus tard, en égalisant puis en donnant le but de la victoire à Kamil Grosicki, pour un retournement de situation réalisé dans le temps additionnel de la rencontre. Le 6 mars 2016, il réussit le premier triplé de sa carrière professionnelle et permet au Stade rennais FC de l'emporter lors d'un derby face au FC Nantes au Roazhon Park (4 buts à 1), alors que des recruteurs du FC Barcelone étaient en tribunes pour le superviser. Sa progression est récompensée par un surclassement en équipe de France espoirs, avec laquelle il est appelé pour deux rencontres éliminatoires de l'Euro 2017. Il honore sa première sélection face à l'Écosse, le 24 mars 2016 au stade Jean-Bouin d'Angers, alors que Didier Deschamps, sélectionneur de l'équipe de France, affirme suivre ses performances. Après avoir inscrit un doublé contre le Stade de Reims, il remporte le trophée UNFP de joueur du mois de mars 2016, après avoir terminé à la seconde place le mois précédent, puis est sacré meilleur espoir de Ligue 1 pour la saison 2015-2016 lors des trophées UNFP. Il boucle ainsi sa première saison professionnelle avec douze buts marqués et cinq passes décisives données en vingt-six matchs de championnat disputés.

#### Départ pour l'étranger au Borussia Dortmund (2016-2017)
Le 12 mai 2016, le Stade rennais FC et le Borussia Dortmund annoncent conjointement avoir trouvé un accord pour le transfert d'Ousmane Dembélé, qui doit s'engager pour cinq ans avec le club allemand,, pour un montant de 15 millions d'euros. Le 4 juillet, il reprend ainsi l'entraînement sous les couleurs du Borussia. Un mois et demi plus tard, il fait ses débuts en compétition officielle avec le Borussia, à l'occasion de la Supercoupe d'Allemagne, perdue deux buts à zéro face au Bayern Munich. Puis, le 27 août 2016, il fait sa première apparition en Bundesliga, titularisé contre le FSV Mayence (victoire 2-1 de Dortmund). S'il ne se montre pas décisif à cette occasion, il fait forte impression auprès de ses adversaires, le défenseur Leon Balogun qualifiant sa prestation d'« incroyable ». Il inscrit son premier but en Bundesliga le 20 septembre 2016 contre le VfL Wolfsburg (victoire 1-5 du Borussia). Avec les jaunes et noirs il découvre la Ligue des champions, jouant son premier match le 14 septembre 2016 contre le Legia Varsovie. Il se fait remarquer en délivrant deux passes décisives, et son équipe s'impose largement par six buts à zéro.
Il marque au total 6 buts dans sa première saison et donne 12 passes décisives. Il termine la saison en remportant la Coupe d'Allemagne le 27 mai 2017 face à l'Eintracht Francfort sur le score de 2-1, avec le premier but du Borussia Dortmund inscrit par Ousmane Dembélé.
Après sa bonne saison 2016-2017, il entre en conflit avec son club au début de la nouvelle saison. Le 10 août 2017, il ne se présente pas à l'entraînement sans excuse valable et est sanctionné par son club.

#### Découverte de la Liga au FC Barcelone (2017-2023)
Le 25 août 2017, le FC Barcelone annonce avoir trouvé un accord pour le transfert d'Ousmane Dembélé sous ses couleurs, pour une indemnité annoncée par la presse de 105 millions plus 40 millions d'euros de bonus. La volonté des dirigeants du Barça est de faire du Français le remplaçant de Neymar, parti trois semaines auparavant au Paris Saint-Germain. Il reçoit ainsi le numéro 11, le même que son prédécesseur. Ce transfert est alors le deuxième le plus élevé de l'histoire du football, derrière celui de Neymar, et devant celui de Paul Pogba à Manchester United, un an auparavant. Il signe un contrat de cinq ans avec le FC Barcelone le 28 août 2017, puis est présenté au Camp Nou devant 18 000 personnes. Ce même jour, l'ailier explique qu'il n'est pas venu à Barcelone pour « remplacer Neymar », estimant qu'« il y a une classe d'écart » entre le joueur brésilien et lui. Dembélé est considéré à cette période comme l'étoile montante du football français, au même rang que Kylian Mbappé.
Le 9 septembre 2017, Dembélé débute avec le Barça lors de la troisième journée de la Liga face au RCD Espanyol et donne une passe décisive à Luis Suárez (victoire 5 à 0). Lors de la quatrième journée de la Liga face à Getafe, Dembélé se blesse gravement à la 25e minute de jeu dû à une talonnade. Victime d'une rupture du tendon du biceps fémoral à la cuisse gauche, il sera opéré en Finlande et sera indisponible entre trois mois et demi et quatre mois. Le 19 septembre 2017 son équipe lui rend hommage lors de la réception de Eibar, avec un tee-shirt en son nom porté par l'ensemble de l'équipe où il est inscrit « courage Ousmane ».
Le 4 janvier 2018, il fait son grand retour lors des huitièmes de finale aller en Coupe du Roi contre le Celta de Vigo en entrant à la 72e minute mais ne parvient pas à faire gagner son équipe, le score final est de 1 à 1. Le 11 janvier 2018, toujours contre le Celta de Vigo en Coupe du Roi, Ousmane Dembélé réalise une nouvelle passe décisive à Ivan Rakitić (victoire 5 à 0).
Le 14 mars 2018, il inscrit son premier but sous le maillot du Barça en 8e de finale de Ligue des champions contre Chelsea sur un service de Lionel Messi (victoire 3 à 0). Le 17 avril 2018, il inscrit son premier but en Liga contre le Celta de Vigo à la 36e minute de jeu sur un service de Paco Alcácer (match nul 2 à 2).
Lors de sa première saison au Barça, il remporte le doublé championnat/Coupe d'Espagne. Cette saison reste cependant décevante pour lui sur le plan individuel, avec seulement 5 buts inscrits en 23 matchs et des blessures l'ayant éloigné des terrains près de la moitié de la saison.
Le 12 août 2018, de retour en club après un mondial victorieux, Dembélé marque le but de la victoire en Supercoupe d'Espagne d'une frappe somptueuse contre le Séville FC (2-1) offrant ainsi le titre aux Blaugranas,. Lors de cette saison 2018-2019, il joue 42 matchs, totalisant 14 buts et finissant une deuxième fois champion d'Espagne avec son club. Depuis son transfert au Barça, Ousmane Dembélé est régulièrement raillé pour son hygiène de vie, qui serait responsable de ses nombreuses blessures. Il a en effet manqué 46 matchs avec son club depuis août 2017.
Lors du premier match de la saison 2019-2020 contre l'Athletic Bilbao, après un été où il a régulièrement été évoqué au Paris Saint-Germain, il se blesse une nouvelle fois et manque cinq matchs de compétition. Le 6 octobre 2019, il marque finalement son premier but contre le Séville FC, avant de prendre un carton rouge en fin de match.
En février 2020, le joueur subit une rupture complète du tendon du biceps fémoral de la cuisse droite, qui le conduit à une opération et le laisse sur le flanc pendant six mois. Vers la fin de la saison, il retourne à l'entraînement mais il n'est pas assez entrainé pour le match face au SSC Napoli. Il est ensuite convoqué pour le match face au Bayern Munich mais n'entre pas en jeu.
Le 27 septembre 2020, lors de la rencontre face au Villareal CF, il effectue son retour sur les terrains.
Pour la saison 2021-2022, il prend le maillot frappé du numéro 7, laissé libre à la suite du départ d'Antoine Griezmann. Le 27 février 2022, il se fait remarquer en marquant son premier but de la saison, et en délivrant deux passes décisives contre l'Athletic Club Bilbao, en championnat. Il contribue ainsi grandement à la victoire de son équipe par quatre buts à zéro.*

#### Retour en France au Paris Saint-Germain (depuis 2023)
Le 12 août 2023, le Paris Saint-Germain officialise la signature du joueur, paraphant un contrat de cinq ans courant jusqu'en juin 2028 contre une indemnité de transfert de 50,4 millions d'euros, montant de sa clause libératoire alors qu'il lui restait encore une année de contrat avec le FC Barcelone. Quelques jours plus tard, à la suite du départ de Neymar pour le Al-Hilal SFC, il hérite du no 10 porté par le Brésilien. Le 24 novembre 2023, Ousmane Dembélé marque son premier but pour le Paris Saint-Germain lors d'une rencontre de championnat face à l'AS Monaco. Titulaire, il participe à la victoire de son équipe par cinq buts à deux.
Lors de la saison 2024-2025, Luis Enrique le positionne dans le trio offensif du Paris Saint-Germain avec Marco Asensio et Bradley Barcola. Le 29 janvier 2025, il inscrit son premier triplé sous les couleurs parisiennes contre le VfB Stuttgart (4-1), permettant à son club de se qualifier pour le tour de barrages de la Ligue des champions. Trois jours plus tard, il en inscrit un autre, cette fois en Ligue 1, lors d'une victoire 5-2 du club de la capitale à l'extérieur face au Stade brestois 29 et devient le premier joueur de l'histoire du Paris Saint-Germain à avoir enchainé deux triplés en match officiel.
Le 11 février 2025, après un doublé contre le Stade brestois 29 en Ligue des champions, le journal L'Équipe suggère qu'Ousmane Dembélé serait « actuellement le meilleur joueur du monde ». Régulièrement décisif lors de cette période, il passe la barre des vingt buts marqués sur l'année civile début mars. Le 11 mars suivant, il récidive et se montre à nouveau décisif en marquant sur la pelouse du Liverpool FC lors des huitièmes de finale retour de la Ligue des champions, où il contribue activement à la qualification de son club (1-1, 4-1 aux t.a.b). Le 29 avril, lors du match aller contre Arsenal en demi-finale, il inscrit l'unique but de la rencontre et permet à son équipe de remporter la première manche de cette confrontation,. Il termine meilleur buteur du Championnat de France avec 21 réalisations. L'attaquant anglais de l'Olympique de Marseille Mason Greenwood inscrit autant de buts que Dembélé mais le Parisien est le seul lauréat car ayant inscrit moins de penaltys pour atteindre son total.
Le 31 mai 2025, il remporte la Ligue des champions contre l'Inter Milan lors d'une victoire cinq buts à zéro. Il délivre deux passes décisives durant la rencontre, la première pour Désiré Doué et la seconde pour Khvicha Kvaratskhelia,. Avec 55 pressings, il est le joueur qui en a réalisé le plus durant ce match, symbole de son harcèlement incessant qui représente parfaitement la mentalité prôné par Luis Enrique. Le lendemain, l'Union des associations européennes de football (UEFA) annonce qu'il est élu meilleur joueur de la compétition,.

### En équipe nationale

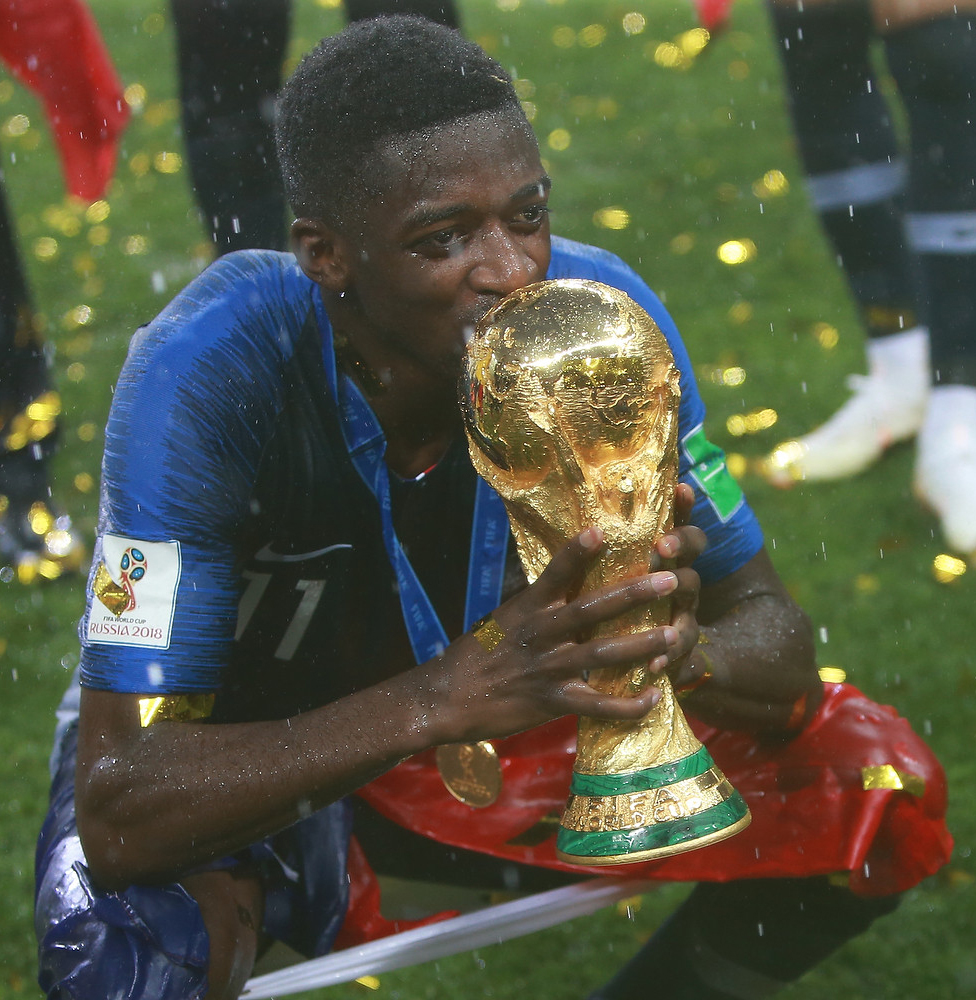
Ousmane Dembélé, vainqueur de la Coupe du monde avec l'équipe de France, le 15 juillet 2018 à Moscou.

Le 28 août 2016, Didier Deschamps l'appelle en équipe de France, à l'instar de Geoffrey Kondogbia et Kevin Gameiro, à la suite des forfaits sur blessures de Nabil Fekir, Yohan Cabaye et Alexandre Lacazette pour un match amical face à l'Italie, et pour un match éliminatoire de la Coupe du monde 2018 face à la Biélorussie. Ainsi, le 1er septembre, il honore sa première cape internationale en entrant en jeu, en seconde mi-temps, à la place d'Antoine Griezmann face à l'Italie, puis fait ses débuts en compétition officielle en remplaçant Moussa Sissoko contre la Biélorussie. Le 15 novembre 2016, il honore sa première titularisation en équipe de France lors d'une rencontre amicale face à la Côte d'Ivoire, et est remplacé par Nabil Fekir à la mi-temps. Le 13 juin 2017, il marque son premier but en sélection, face à l'Angleterre, en match amical, sur une passe décisive de Kylian Mbappé après un beau mouvement collectif.
Ousmane Dembélé est dans le groupe des 23 Français pour disputer la Coupe du monde 2018 en Russie. Titulaire lors du premier match contre l'Australie (2-1), il est remplacé à la 70e minute par Olivier Giroud. Il est ensuite remplaçant lors du deuxième match contre le Pérou, où il remplace Kylian Mbappé à la 75e minute. Il est de nouveau titulaire lors de la troisième rencontre contre le Danemark (0-0) où le sélectionneur Didier Deschamps fait tourner son effectif. Il est toutefois remplacé à la 78e minute par Kylian Mbappé. Il n'apparaitra plus jusqu'à la fin du tournoi hormis les toutes dernières minutes du quart de finale contre l'Uruguay où il entre à la 88e minute en remplacement de Kylian Mbappé. Il est malgré tout sacré champion du monde, avec 165 minutes de temps de jeu.
Après la finale, il reverse sa prime gagnée avec la France (400 000 euros) au village natal de sa mère, Diaguili, dans le département de Sélibabi dans l'extrême sud de la Mauritanie, afin qu'y soit érigée une grande mosquée.
Ousmane Dembélé est sélectionné par Didier Deschamps le 18 mai 2021 pour participer à l'Euro 2020. En juillet 2021, des vidéos datant de 2019 sont diffusées sur lesquelles on le voit avec Antoine Griezmann se moquant du physique et de la langue d’employés d’un hôtel au Japon, ou imiter un accent asiatique.
En novembre 2022, il fait partie des 26 joueurs sélectionnés par Didier Deschamps pour disputer la Coupe du monde 2022 au Qatar. Comme en 2018, il est titulaire au premier match contre l'Australie (4-1). Il donne une passe décisive à Kylian Mbappé pour le troisième but à la 68e minute. Il est remplacé par Kingsley Coman à la 77e minute. Il est titularisé pour le deuxième match face au Danemark (2-1) et sort à la 75e à nouveau remplacé par Kingsley Coman. La qualification acquise, Didier Deschamps fait tourner son effectif contre la Tunisie (0-1). Ousmane Dembélé est sur le banc et entre en jeu à la 79e minute à la place de Mattéo Guendouzi.
Contrairement à 2018, Ousmane Dembélé est titulaire à chaque rencontre qui mène l'équipe de France à la finale. Contre la Pologne en huitième de finale (3-1), il donne une passe décisive à Kylian Mbappé sur le deuxième but français à la 74e minute. Il cède ensuite sa place à Kingsley Coman à la 76e minute. En quart de finale contre l'Angleterre (2-1), il prend un carton jaune à la 47e minute puis sort à la 79e remplacé par Kingley Coman. En demi-finale contre le Maroc (2-0), il sort à la 78e minute remplacé par Randal Kolo Muani qui marque aussitôt le deuxième but des Français. En finale contre l'Argentine à Doha, il commet une faute sur Ángel Di María à la 23e minute, provoquant un penalty qui permettra à l'Argentine de mener 2-0. Ousmane Dembélé et Olivier Giroud sont remplacés dès la 41e minute par Didier Deschamps qui tente un coup de poker en faisant entrer Marcus Thuram et Randal Kolo Muani. Après être remontés à 2-2 puis 3-3 en prolongations, les Français s'inclinent aux tirs au but (4/2).
En mai 2024, il figure dans une liste de 25 joueurs appelés par Didier Deschamps pour l'Euro 2024. Titulaire lors de la phase de poules, il ne participe pas au huitième de finale remporté contre la Belgique. Il effectue une entrée en jeu pendant le quart de finale contre le Portugal qui se décide aux tirs au but. Dembélé, premier tireur français, réussit sa tentative et est désigné homme du match par l'UEFA. Il est titulaire lors de la demi-finale perdue 2-1 contre l'Espagne.
En mai, il fait partie du groupe de 25 joueurs convoqués pour participer à la phase finale de Ligue des nations. Il est titulaire lors de la demi-finale remportée par l'Espagne mais absent pour blessure lors de la petite finale remportée deux buts à zéro contre l'Allemagne.

## Caractéristiques

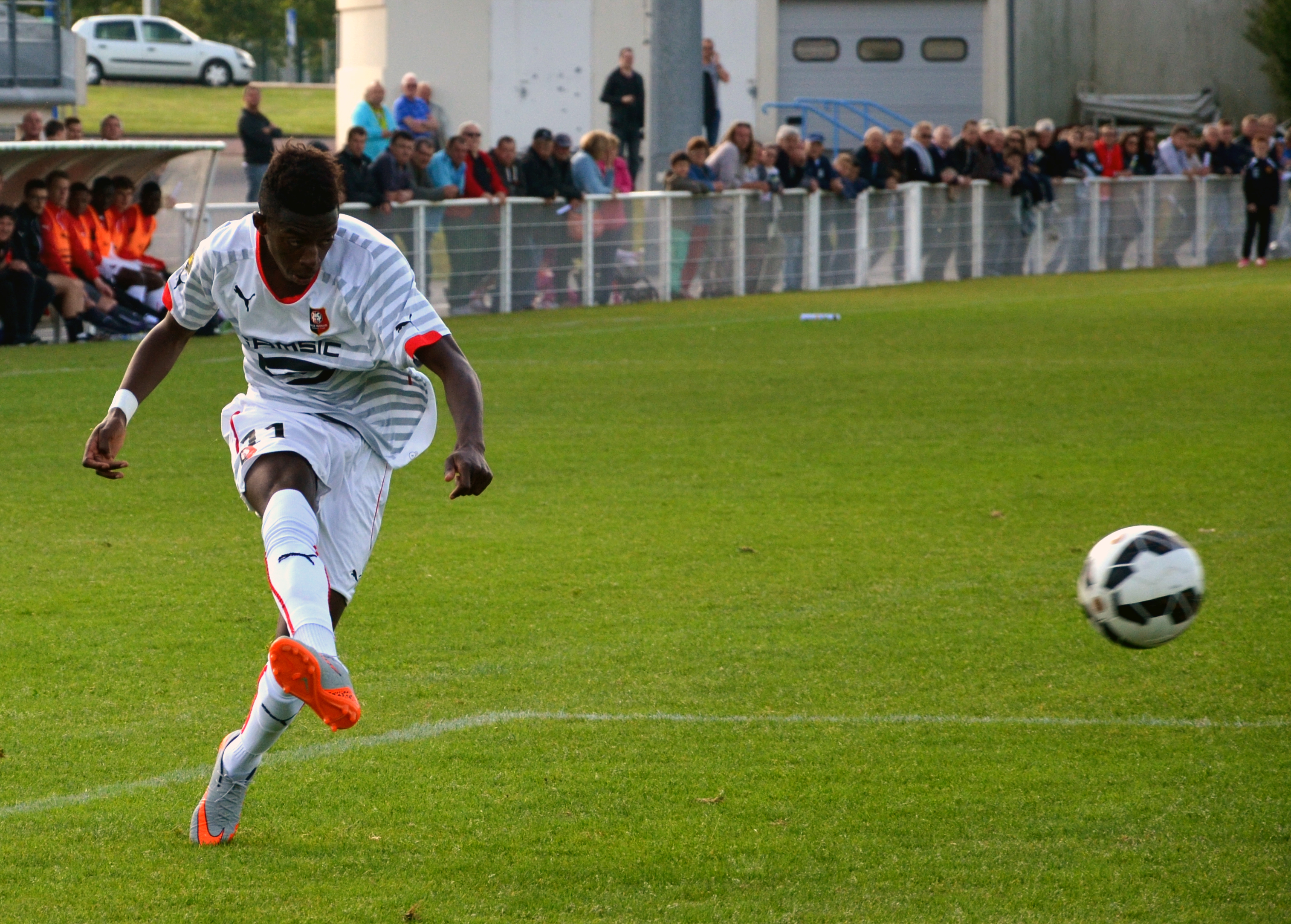
Centre d'Ousmane Dembélé du pied droit en mai 2015, lors d'un match de CFA2 opposant le Stade rennais au FC Saint-Lô.

Après ses débuts en Ligue 1, Yannick Menu, l'un de ses anciens formateurs au Stade rennais affirme qu'Ousmane Dembélé est un « futur joueur de Ligue des champions », grâce à sa « fluidité » et son « relâchement ». Sélectionneur de l'équipe de France des moins de 19 ans, Ludovic Batelli estime lui qu'il est « très intéressant et très efficace en tant que joueur de rupture », qu'il « est très bon dans le sens du jeu, rapide, et il peut éliminer grâce à ses qualités de percussion et de perforation », mais doit « jouer plus juste, plus vite et plus simple » et « progresser dos au but quand il sert d'appui ». Enfin, il est « quasiment autant à l'aise » sur les deux ailes du terrain, grâce à « une grande habileté du pied droit comme du gauche ». Une ambidextrie qu'il popularise lors d'une interview d'après-match en mars 2016 où un journaliste l'interroge sur son pied préférentiel provoquant le buzz sur internet. Il précisera plus tard qu'il « préfère tirer avec le pied droit et conduire le ballon avec le pied gauche ». Un constat confirmé par le sélectionneur des Bleus Didier Deschamps : « Il va vite, il percute, il a les deux pieds. Il va se bonifier ». À son arrivée à Rennes, le travail de ses entraîneurs consiste en grande partie à discipliner son jeu, Ousmane Dembélé tombant parfois dans l'individualisme et l'excès de dribbles. Un défaut qu'il gomme progressivement, pour développer un jeu davantage porté sur le collectif.
Directeur du centre de formation du Stade rennais jusqu'en 2014, Patrick Rampillon estime que Dembélé fait partie des « tout meilleurs » joueurs qu'il ait vu évoluer dans les équipes de jeunes rennais, à l'instar de Sylvain Wiltord, Yoann Gourcuff, Yann M'Vila et Stéphane Mbia. Mikaël Silvestre estime pour sa part que le joueur est « dans le top 10 » des talents qu'il a pu observer durant sa carrière, et le compare au jeune Cristiano Ronaldo lors de l'arrivée de ce dernier à Manchester United.
Dembélé est un joueur apprécié dans le vestiaire par sa bonne humeur qui fait de lui une personnalité rassembleuse dans un groupe. Kylian Mbappé dit de lui qu'« il est aimé dans tous les vestiaires où il est passé ».
Ousmane Dembélé, sous Luis Enrique au PSG, a été repositionné en faux numéro 9 pour exploiter son efficacité devant le but. Ce choix tactique a permis au joueur d’atteindre des sommets offensifs, multipliant buts et passes décisives. La transformation de Dembélé a largement contribué au succès collectif du club cette saison. Le joueur reconnaît l’impact du coach sur son évolution et la mentalité de l’équipe,. Cette collaboration renforce Dembélé comme pièce maîtresse du dispositif du PSG.

## Statistiques

### Statistiques générales
| Saison                | Club                  | Championnat           | Championnat | Championnat | Championnat | Coupe nationale | Coupe nationale | Coupe nationale | Coupe de la Ligue | Coupe de la Ligue | Coupe de la Ligue | Supercoupe | Supercoupe | Supercoupe | Compétition(s) continentale(s) | Compétition(s) continentale(s) | Compétition(s) continentale(s) | Compétition(s) continentale(s) | Autres compétitions | Autres compétitions | Autres compétitions | Autres compétitions | Total | Total | Total |
| Saison                | Club                  | Division              | M.          | B.          | P.d.        | M.              | B.              | P.d.            | M.                | B.                | P.d.              | M.         | B.         | P.d.       | Comp.                          | M.                             | B.                             | P.d.                           | Comp.               | M.                  | B.                  | P.d.                | M.    | B.    | P.d.  |
| 2015-2016             | Stade rennais FC      | Ligue 1               | 26          | 12          | 5           | 2               | 0               | 0               | 1                 | 0                 | 0                 | -          | -          | -          | -                              | -                              | -                              | -                              | -                   | -                   | -                   | -                   | 29    | 12    | 5     |
| 2016-2017             | Borussia Dortmund     | Bundesliga            | 32          | 6           | 12          | 6               | 2               | 2               | -                 | -                 | -                 | 1          | 0          | 0          | C1                             | 10                             | 2                              | 6                              | -                   | -                   | -                   | -                   | 49    | 10    | 20    |
| 2017-2018             | Borussia Dortmund     | Bundesliga            | -           | -           | -           | -               | -               | -               | -                 | -                 | -                 | 1          | 0          | 1          | C1                             | -                              | -                              | -                              | -                   | -                   | -                   | -                   | 1     | 0     | 1     |
| Sous-total            | Sous-total            | Sous-total            | 32          | 6           | 12          | 6               | 2               | 2               | -                 | -                 | -                 | 2          | 0          | 1          | -                              | 10                             | 2                              | 6                              | -                   | -                   | -                   | -                   | 50    | 10    | 21    |
| 2017-2018             | FC Barcelone          | Liga                  | 17          | 3           | 6           | 3               | 0               | 1               | -                 | -                 | -                 | 0          | 0          | 0          | C1                             | 3                              | 1                              | 0                              | -                   | -                   | -                   | -                   | 23    | 4     | 7     |
| 2018-2019             | FC Barcelone          | Liga                  | 29          | 8           | 5           | 4               | 2               | 2               | -                 | -                 | -                 | 1          | 1          | 0          | C1                             | 8                              | 3                              | 1                              | -                   | -                   | -                   | -                   | 42    | 14    | 8     |
| 2019-2020             | FC Barcelone          | Liga                  | 5           | 1           | 0           | -               | -               | -               | -                 | -                 | -                 | -          | -          | -          | C1                             | 4                              | 0                              | 0                              | -                   | -                   | -                   | -                   | 9     | 1     | 0     |
| 2020-2021             | FC Barcelone          | Liga                  | 30          | 6           | 3           | 6               | 2               | 0               | -                 | -                 | -                 | 2          | 0          | 0          | C1                             | 6                              | 3                              | 2                              | -                   | -                   | -                   | -                   | 44    | 11    | 5     |
| 2021-2022             | FC Barcelone          | Liga                  | 21          | 1           | 13          | 1               | 1               | 0               | -                 | -                 | -                 | 1          | 0          | 0          | C1+C3                          | 3+6                            | 0                              | 0                              | -                   | -                   | -                   | -                   | 32    | 2     | 13    |
| 2022-2023             | FC Barcelone          | Liga                  | 25          | 5           | 7           | 2               | 2               | 0               | -                 | -                 | -                 | 2          | 0          | 0          | C1                             | 6                              | 1                              | 2                              | -                   | -                   | -                   | -                   | 35    | 8     | 9     |
| Sous-total            | Sous-total            | Sous-total            | 127         | 24          | 34          | 16              | 7               | 3               | -                 | -                 | -                 | 6          | 1          | 0          | -                              | 36                             | 8                              | 5                              | -                   | -                   | -                   | -                   | 185   | 40    | 42    |
| 2023-2024             | Paris Saint-Germain   | Ligue 1               | 26          | 3           | 8           | 4               | 1               | 2               | -                 | -                 | -                 | 1          | 0          | 1          | C1                             | 11                             | 2                              | 1                              | -                   | -                   | -                   | -                   | 42    | 6     | 12    |
| 2024-2025             | Paris Saint-Germain   | Ligue 1               | 29          | 21          | 6           | 4               | 3               | 1               | -                 | -                 | -                 | 1          | 1          | 0          | C1                             | 15                             | 8                              | 6                              | CM                  | 4                   | 2                   | 1                   | 53    | 35    | 14    |
| 2025-2026             | Paris Saint-Germain   | Ligue 1               | 1           | 0           | 0           | -               | -               | -               | -                 | -                 | -                 | -          | -          | -          | C1                             | -                              | -                              | -                              | SC                  | 1                   | 0                   | 1                   | 2     | 0     | 1     |
| Sous-total            | Sous-total            | Sous-total            | 56          | 24          | 14          | 8               | 4               | 3               | -                 | -                 | -                 | 2          | 1          | 1          | -                              | 26                             | 10                             | 7                              | -                   | 5                   | 2                   | 2                   | 97    | 41    | 27    |
| Total sur la carrière | Total sur la carrière | Total sur la carrière | 241         | 66          | 65          | 32              | 13              | 8               | 1                 | 0                 | 0                 | 10         | 2          | 2          | -                              | 72                             | 20                             | 18                             | -                   | 5                   | 2                   | 2                   | 361   | 103   | 95    |

### En sélection nationale
| Saison                | Sélection             | Phases finales              | Phases finales | Phases finales | Phases finales | Éliminatoires | Éliminatoires | Éliminatoires | Ligue des nations | Ligue des nations | Ligue des nations | Matchs amicaux | Matchs amicaux | Matchs amicaux | Total | Total | Total |
| Saison                | Sélection             | Compétition                 | M              | B              | Pd             | M             | B             | Pd            | M                 | B                 | Pd                | M              | B              | Pd             | M     | B     | Pd    |
| --------------------- | --------------------- | --------------------------- | -------------- | -------------- | -------------- | ------------- | ------------- | ------------- | ----------------- | ----------------- | ----------------- | -------------- | -------------- | -------------- | ----- | ----- | ----- |
| 2016-2017             | France                | -                           | -              | -              | -              | 2             | 0             | 0             | -                 | -                 | -                 | 5              | 1              | 1              | 7     | 1     | 1     |
| 2017-2018             | France                | Coupe du monde 2018         | 4              | 0              | 0              | -             | -             | -             | -                 | -                 | -                 | 5              | 1              | 0              | 9     | 1     | 0     |
| 2018-2019             | France                | -                           | -              | -              | -              | -             | -             | -             | 4                 | 0                 | 0                 | 1              | 0              | 0              | 5     | 0     | 0     |
| 2019-2020             | France                | -                           | -              | -              | -              | -             | -             | -             | -                 | -                 | -                 | -              | -              | -              | 0     | 0     | 0     |
| 2020-2021             | France                | Euro 2020                   | 2              | 0              | 0              | 2             | 1             | 0             | -                 | -                 | -                 | 2              | 1              | 0              | 6     | 2     | 0     |
| 2021-2022             | France                | -                           | -              | -              | -              | -             | -             | -             | -                 | -                 | -                 | -              | -              | -              | 0     | 0     | 0     |
| 2022-2023             | France                | Coupe du monde 2022         | 7              | 0              | 2              | 2             | 0             | 0             | 1                 | 0                 | 0                 | -              | -              | -              | 10    | 0     | 2     |
| 2023-2024             | France                | Euro 2024                   | 5              | 0              | 0              | 3             | 1             | 1             | -                 | -                 | -                 | 4              | 0              | 0              | 12    | 1     | 1     |
| 2024-2025             | France                | Ligue des nations 2024-2025 | 1              | 0              | 0              | -             | -             | -             | 6                 | 2                 | 0                 | -              | -              | -              | 7     | 2     | 0     |
| Total sur la carrière | Total sur la carrière | Total sur la carrière       | 19             | 0              | 2              | 9             | 2             | 0             | 11                | 2                 | 0                 | 17             | 3              | 1              | 56    | 7     | 3     |

### Liste des matchs internationaux
| Matchs internationaux d'Ousmane Dembélé | Matchs internationaux d'Ousmane Dembélé | Matchs internationaux d'Ousmane Dembélé               | Matchs internationaux d'Ousmane Dembélé | Matchs internationaux d'Ousmane Dembélé | Matchs internationaux d'Ousmane Dembélé | Matchs internationaux d'Ousmane Dembélé                                                                             | Matchs internationaux d'Ousmane Dembélé |
|                                         | Date                                    | Lieu                                                  | Adversaire                              | Résultat                                | Compétition                             | Notes |                                         |
| --------------------------------------- | --------------------------------------- | ----------------------------------------------------- | --------------------------------------- | --------------------------------------- | --------------------------------------- | --- | --------------------------------------- |
| 1.                                      | 1er septembre 2016                      | Stade San Nicola, Bari, Italie                        | Italie                                  | 1 - 3                                   | Match amical                            | Entre en jeu à la place d'Antoine Griezmann à la 63e minute de jeu.                                                 |                                         |
| 2.                                      | 6 septembre 2016                        | Borisov Arena, Borisov, Biélorussie                   | Biélorussie                             | 0 - 0                                   | Éliminatoires mondial 2018              | Entre en jeu à la place de Moussa Sissoko à la 70e minute de jeu.                                                   |                                         |
| 3.                                      | 15 novembre 2016                        | Stade Bollaert-Delelis, Lens, France                  | Côte d'Ivoire                           | 0 - 0                                   | Match amical                            | Titulaire et remplacé par Nabil Fekir à la mi-temps.                                                                |                                         |
| 4.                                      | 25 mars 2017                            | Stade Josy-Barthel, Luxembourg, Luxembourg            | Luxembourg                              | 1 - 3                                   | Éliminatoires Coupe du monde 2018       | Titulaire. |                                         |
| 5.                                      | 28 mars 2017                            | Stade de France, Saint-Denis, France                  | Espagne                                 | 0 - 2                                   | Match amical                            | Entre en jeu à la place de Kevin Gameiro à la 80e minute de jeu.                                                    |                                         |
| 6.                                      | 2 juin 2017                             | Roazhon Park, Rennes, France                          | Paraguay                                | 5 - 0                                   | Match amical                            | Titulaire et remplacé par Moussa Sissoko à la 46e minute de jeu.                                                    |                                         |
| 7.                                      | 13 juin 2017                            | Stade de France, Saint-Denis, France                  | Angleterre                              | 3 - 2                                   | Match amical                            | Titulaire. |                                         |
| 8.                                      | 23 mars 2018                            | Stade de France, Saint-Denis, France                  | Colombie                                | 2 - 3                                   | Match amical                            | Entre en jeu à la place de Kylian Mbappé à la 66e minute de jeu.                                                    |                                         |
| 9.                                      | 27 mars 2018                            | Stade de Saint-Pétersbourg, Saint-Pétersbourg, Russie | Russie                                  | 1 - 3                                   | Match amical                            | Titulaire et remplacé par Olivier Giroud à la 72e minute de jeu.                                                    |                                         |
| 10.                                     | 28 mai 2018                             | Stade de France, Saint-Denis, France                  | République d'Irlande                    | 2 - 0                                   | Match amical                            | Entre en jeu à la place de Kylian Mbappé à la 77e minute de jeu.                                                    |                                         |
| 11.                                     | 1er juin 2018                           | Allianz Riviera, Nice, France                         | Italie                                  | 3 - 1                                   | Match amical                            | Titulaire et remplacé par Thomas Lemar à la 71e minute de jeu.                                                      |                                         |
| 12.                                     | 9 juin 2018                             | Parc Olympique lyonnais, Décines-Charpieu, France     | États-Unis                              | 1 - 1                                   | Match amical                            | Entre en jeu à la place d'Olivier Giroud à la 58e minute de jeu.                                                    |                                         |
| 13.                                     | 16 juin 2018                            | Kazan Arena, Kazan, Russie                            | Australie                               | 2 - 1                                   | Coupe du monde 2018                     | Titulaire et remplacé par Nabil Fekir à la 70e minute de jeu.                                                       |                                         |
| 14.                                     | 21 juin 2018                            | Iekaterinbourg Arena, Iekaterinbourg, Russie          | Pérou                                   | 1 - 0                                   | Coupe du monde 2018                     | Entre en jeu à la place de Kylian Mbappé à la 75e minute de jeu.                                                    |                                         |
| 15.                                     | 26 juin 2018                            | Stade Loujniki, Moscou, Russie                        | Danemark                                | 0 - 0                                   | Coupe du monde 2018                     | Titulaire et remplacé par Kylian Mbappé à la 78e minute de jeu.                                                     |                                         |
| 16.                                     | 6 juillet 2018                          | Stade de Nijni Novgorod, Nijni Novgorod, Russie       | Uruguay                                 | 2 - 0                                   | Coupe du monde 2018                     | Entre en jeu à la place de Kylian Mbappé à la 88e minute de jeu.                                                    |                                         |
| 17.                                     | 6 septembre 2018                        | Allianz Arena, Munich, Allemagne                      | Allemagne                               | 0 - 0                                   | Ligue des nations 2018-2019             | Entre en jeu à la place d'Olivier Giroud à la 66e minute de jeu.                                                    |                                         |
| 18.                                     | 9 septembre 2018                        | Stade de France, Saint-Denis, France                  | Pays-Bas                                | 2 - 1                                   | Ligue des nations 2018-2019             | Entre en jeu à la place d'Olivier Giroud à la 89e minute de jeu.                                                    |                                         |
| 19.                                     | 11 octobre 2018                         | Stade de Roudourou, Guingamp, France                  | Islande                                 | 2 - 2                                   | Match amical                            | Titulaire et remplacé par Dimitri Payet à la 67e minute de jeu.                                                     |                                         |
| 20.                                     | 16 octobre 2018                         | Stade de France, Saint-Denis, France                  | Allemagne                               | 2 - 1                                   | Ligue des nations 2018-2019             | Entre en jeu à la place de Kylian Mbappé à la 86e minute de jeu.                                                    |                                         |
| 21.                                     | 16 novembre 2018                        | De Kuip, Rotterdam, Pays-Bas                          | Pays-Bas                                | 2 - 0                                   | Ligue des nations 2018-2019             | Entre en jeu à la place d'Olivier Giroud à la 65e minute de jeu.                                                    |                                         |
| 22.                                     | 24 mars 2021                            | Stade de France, Saint-Denis, France                  | Ukraine                                 | 1 - 1                                   | Éliminatoires Coupe du monde 2022       | Entre en jeu à la place de Kingsley Coman à la 63e minute de jeu.                                                   |                                         |
| 23.                                     | 28 mars 2021                            | Astana Arena, Nour-Soultan, Kazakhstan                | Kazakhstan                              | 2 - 0                                   | Éliminatoires Coupe du monde 2022       | Titulaire et remplacé par Kingsley Coman à la 90e minute de jeu.                                                    |                                         |
| 24.                                     | 2 juin 2021                             | Allianz Riviera, Nice, France                         | Pays de Galles                          | 3 - 0                                   | Match amical                            | Entre en jeu à la place de Kylian Mbappé à la 73e minute de jeu.                                                    |                                         |
| 25.                                     | 8 juin 2021                             | Stade de France, Saint-Denis, France                  | Bulgarie                                | 3 - 0                                   | Match amical                            | Entre en jeu à la place d'Antoine Griezmann à la 65e minute de jeu.                                                 |                                         |
| 26.                                     | 15 juin 2021                            | Allianz Arena, Munich, Allemagne                      | Allemagne                               | 1 - 0                                   | Euro 2020                               | Entre en jeu à la place d'Adrien Rabiot à la 90e minute de jeu.                                                     |                                         |
| 27.                                     | 19 juin 2021                            | Stade Ferenc-Puskás, Budapest, Hongrie                | Hongrie                                 | 1 - 1                                   | Euro 2020                               | Entre en jeu à la place d'Adrien Rabiot à la 57e minute de jeu et remplacé par Thomas Lemar à la 87e minute de jeu. |                                         |
| 28.                                     | 22 septembre 2022                       | Stade de France, Saint-Denis, France                  | Autriche                                | 2 - 0                                   | Ligue des nations 2022-2023             | Entre en jeu à la place d'Antoine Griezmann à la 79e minute de jeu.                                                 |                                         |
| 29.                                     | 22 novembre 2022                        | Stade Al-Janoub, Al Wakrah, Qatar                     | Australie                               | 4 - 1                                   | Coupe du monde 2022                     | Titulaire et remplacé par Kingsley Coman à la 77e minute de jeu.                                                    |                                         |
| 30.                                     | 26 novembre 2022                        | Stade 974, Doha, Qatar                                | Danemark                                | 2 - 1                                   | Coupe du monde 2022                     | Titulaire et remplacé par Kingsley Coman à la 75e minute de jeu.                                                    |                                         |
| 31.                                     | 30 novembre 2022                        | Stade Education City, Al Rayyan, Qatar                | Tunisie                                 | 0 - 1                                   | Coupe du monde 2022                     | Entre en jeu à la place de Mattéo Guendouzi à la 79e minute de jeu.                                                 |                                         |
| 32.                                     | 4 décembre 2022                         | Stade Al-Thumama, Doha, Qatar                         | Pologne                                 | 3 - 1                                   | Coupe du monde 2022                     | Titulaire et remplacé par Kingsley Coman à la 76e minute de jeu.                                                    |                                         |
| 33.                                     | 10 décembre 2022                        | Stade Al-Bayt, Al-Khor, Qatar                         | Angleterre                              | 1 - 2                                   | Coupe du monde 2022                     | Titulaire et remplacé par Kingsley Coman à la 79e minute de jeu.                                                    |                                         |
| 34.                                     | 14 décembre 2022                        | Stade Al-Bayt, Al-Khor, Qatar                         | Maroc                                   | 2 - 0                                   | Coupe du monde 2022                     | Titulaire et remplacé par Randal Kolo Muani à la 78e minute de jeu.                                                 |                                         |
| 35.                                     | 18 décembre 2022                        | Stade de Lusail, Lusail, Qatar                        | Argentine                               | 3 - 3 4-2 t.a.b                         | Coupe du monde 2022                     | Titulaire et remplacé par Randal Kolo Muani à la 41e minute de jeu.                                                 |                                         |
| 36.                                     | 16 juin 2023                            | Stade de l'Algarve, Almancil, Portugal                | Gibraltar                               | 0 - 3                                   | Éliminatoires de l'Euro 2024            | Entre en jeu à la place de Kingsley Coman à la 66e minute de jeu.                                                   |                                         |
| 37.                                     | 19 juin 2023                            | Stade de France, Saint-Denis, France                  | Grèce                                   | 1 - 0                                   | Éliminatoires de l'Euro 2024            | Entre en jeu à la place de Kingsley Coman à la 77e minute de jeu.                                                   |                                         |
| 38.                                     | 7 septembre 2023                        | Parc des Princes, Paris, France                       | République d'Irlande                    | 2 - 0                                   | Éliminatoires de l'Euro 2024            | Titulaire et remplacé par Kingsley Coman à la 73e minute de jeu.                                                    |                                         |
| 39.                                     | 12 septembre 2023                       | Signal Iduna Park, Dortmund, Allemagne                | Allemagne                               | 2 - 1                                   | Match amical                            | Entre en jeu à la place de Kingsley Coman à la 64e minute de jeu.                                                   |                                         |
| 40.                                     | 17 octobre 2023                         | Stade Pierre-Mauroy, Villeneuve-d'Ascq, France        | Écosse                                  | 4 - 1                                   | Match amical                            | Titulaire et remplacé par Kingsley Coman à la 64e minute de jeu.                                                    |                                         |
| 41.                                     | 18 novembre 2023                        | Allianz Riviera, Nice, France                         | Gibraltar                               | 14 - 0                                  | Éliminatoires de l'Euro 2024            | Entre en jeu à la place de Kingsley Coman à la 66e minute de jeu.                                                   |                                         |
| 42.                                     | 21 novembre 2023                        | Stade Agiá Sofiá, Athènes, Grèce                      | Grèce                                   | 2 - 2                                   | Éliminatoires de l'Euro 2024            | Titulaire et remplacé par Kingsley Coman à la 64e minute de jeu.                                                    |                                         |
| 43.                                     | 23 mars 2024                            | Parc Olympique lyonnais, Décines-Charpieu, France     | Allemagne                               | 0 - 2                                   | Match amical                            | Titulaire et remplacé par Randal Kolo Muani à la 83e minute de jeu.                                                 |                                         |
| 44.                                     | 9 juin 2024                             | Matmut Atlantique, Bordeaux, France                   | Canada                                  | 0 - 0                                   | Match amical                            | Titulaire et remplacé par Kylian Mbappé à la 74e minute de jeu.                                                     |                                         |
| 45.                                     | 17 juin 2024                            | Düsseldorf Arena, Düsseldorf, Allemagne               | Autriche                                | 0 - 1                                   | Euro 2024                               | Titulaire et remplacé par Randal Kolo Muani à la 71e minute de jeu.                                                 |                                         |
| 46.                                     | 21 juin 2024                            | Stade de Leipzig, Leipzig, Allemagne                  | Pays-Bas                                | 0 - 0                                   | Euro 2024                               | Titulaire et remplacé par Kingsley Coman à la 75e minute de jeu.                                                    |                                         |
| 47.                                     | 25 juin 2024                            | BVB Stadion Dortmund, Dortmund, Allemagne             | Pologne                                 | 1 - 1                                   | Euro 2024                               | Titulaire et remplacé par Randal Kolo Muani à la 86e minute de jeu.                                                 |                                         |
| 48.                                     | 5 juillet 2024                          | Volksparkstadion, Hambourg, Allemagne                 | Portugal                                | 0 - 0 3-5 t.a.b                         | Euro 2024                               | Entre en jeu à la place d'Antoine Griezmann à la 67e minute de jeu.                                                 |                                         |
| 49.                                     | 9 juillet 2024                          | Munich Football Arena, Munich, Allemagne              | Espagne                                 | 2 - 1                                   | Euro 2024                               | Titulaire et remplacé par Olivier Giroud à la 79e minute de jeu.                                                    |                                         |
| 50.                                     | 6 septembre 2024                        | Parc des Princes, Paris, France                       | Italie                                  | 1 - 3                                   | Ligue des nations 2024-2025             | Entre en jeu à la place de Michael Olise à la 58e minute de jeu.                                                    |                                         |
| 51.                                     | 9 septembre 2024                        | Parc Olympique lyonnais, Décines-Charpieu, France     | Belgique                                | 2 - 0                                   | Ligue des nations 2024-2025             | Titulaire et remplacé par Michael Olise à la 79e minute de jeu.                                                     |                                         |
| 52.                                     | 10 octobre 2024                         | Bozsik Aréna, Budapest, Hongrie                       | Israël                                  | 1 - 4                                   | Ligue des nations 2024-2025             | Titulaire. |                                         |
| 53.                                     | 14 octobre 2024                         | Stade Roi Baudouin, Bruxelles, Belgique               | Belgique                                | 1 - 2                                   | Ligue des nations 2024-2025             | Titulaire et remplacé par Youssouf Fofana à la 79e minute de jeu.                                                   |                                         |
| 54.                                     | 20 mars 2025                            | Stade de Poljud, Split, Croatie                       | Croatie                                 | 2 - 0                                   | Ligue des nations 2024-2025             | Titulaire et remplacé par Michael Olise à la 84e minute de jeu.                                                     |                                         |
| 55.                                     | 23 mars 2025                            | Stade de France, Saint-Denis, France                  | Croatie                                 | 2 - 0 5-4 t.a.b                         | Ligue des nations 2024-2025             | Titulaire et remplacé par Randal Kolo Muani à la 99e minute de jeu.                                                 |                                         |
| 56.                                     | 5 juin 2025                             | MHPArena, Stuttgart, Allemagne                        | Espagne                                 | 5 - 4                                   | Ligue des nations 2024-2025             | Titulaire et remplacé par Randal Kolo Muani à la 76e minute de jeu.                                                 |                                         |

### Buts internationaux
| Buts internationaux d'Ousmane Dembélé | Buts internationaux d'Ousmane Dembélé | Buts internationaux d'Ousmane Dembélé             | Buts internationaux d'Ousmane Dembélé | Buts internationaux d'Ousmane Dembélé | Buts internationaux d'Ousmane Dembélé | Buts internationaux d'Ousmane Dembélé | Buts internationaux d'Ousmane Dembélé | Buts internationaux d'Ousmane Dembélé |
|                                       | Date                                  | Lieu                                              | Adversaire                            | Résultat                              | Compétition                           | Notes                                 | Notes                                 | Sel.                                  |
| ------------------------------------- | ------------------------------------- | ------------------------------------------------- | ------------------------------------- | ------------------------------------- | ------------------------------------- | ------------------------------------- | ------------------------------------- | ------------------------------------- |
| 1.                                    | 13 juin 2017                          | Stade de France, Saint-Denis, France              | Angleterre                            | 3 - 2                                 | Match amical                          | 78e du pied droit                     | 3 - 2                                 | 7e                                    |
| 2.                                    | 1er juin 2018                         | Allianz Riviera, Nice, France                     | Italie                                | 3 - 1                                 | Match amical                          | 63e du pied droit                     | 3 - 1                                 | 11e                                   |
| 3.                                    | 28 mars 2021                          | Astana Arena, Nour-Soultan, Kazakhstan            | Kazakhstan                            | 2 - 0                                 | Éliminatoires Coupe du monde 2022     | 19e du pied droit                     | 0 - 1                                 | 23e                                   |
| 4.                                    | 2 juin 2021                           | Allianz Riviera, Nice, France                     | Pays de Galles                        | 3 - 0                                 | Match amical                          | 79e du pied droit                     | 3 - 0                                 | 24e                                   |
| 5.                                    | 18 novembre 2023                      | Allianz Riviera, Nice, France                     | Gibraltar                             | 14 - 0                                | Éliminatoires de l'Euro 2024          | 73e du pied droit                     | 10 - 0                                | 41e                                   |
| 6.                                    | 9 septembre 2024                      | Parc Olympique lyonnais, Décines-Charpieu, France | Belgique                              | 2 - 0                                 | Ligue des nations 2024-2025           | 57e du pied gauche                    | 2 - 0                                 | 51e                                   |
| 7.                                    | 23 mars 2025                          | Stade de France, Saint-Denis, France              | Croatie                               | 2 - 0 5-4 t.a.b                       | Ligue des nations 2024-2025           | 80e du pied droit                     | 2 - 0                                 | 55e                                   |

## Palmarès

### En club
Formé au Stade rennais FC, c'est au Borussia Dortmund que Ousmane Dembélé remporte son premier titre en soulevant la Coupe d'Allemagne en 2017.
Transféré au FC Barcelone, il remporte le doublé Coupe-Championnat dès sa première saison. La saison suivante débute avec une victoire en Supercoupe d'Espagne et termine par une nouveau sacre de Champion d'Espagne. A cause des blessures, il joue très peu lors de la saison 2019-2020 et ne remporte aucun titre mais termine vice-champion. Il soulève un nouveau trophée la saison suivante en remportant la Coupe d'Espagne. Après une saison blanche lors de la saison 2022-2023, il est sacré Champion d'Espagne pour la troisième fois la saison suivante après avoir remporté une nouvelle Supercoupe d'Espagne avant de quitter le club.
Au Paris Saint-Germain, il remporte le doublé Coupe-Championnat dès la première saison ainsi que le Trophée des champions. Il est à nouveau champion de France en 2025, remporte une seconde Coupe de France ainsi que la première Ligue des champions du club parisien. Il s'incline ensuite en finale de la Coupe du monde des clubs puis gagne la Supercoupe de l'UEFA.
| Borussia Dortmund (1)                                                                                | FC Barcelone (7) | Paris Saint-Germain (8) |
| --- | --- | --- |
| - Coupe d'Allemagne (1) : - Vainqueur : 2017. - Supercoupe d'Allemagne : - Finaliste : 2016 et 2017. | - Championnat d'Espagne (3) : - Champion : 2018, 2019 et 2023. - Vice-champion : 2020 et 2022. - Coupe d'Espagne (2) : - Vainqueur : 2018 et 2021. - Supercoupe d'Espagne (2) : - Vainqueur : 2018 et 2023. - Finaliste : 2021. | - Ligue des champions de l'UEFA (1) : - Vainqueur : 2025 - Supercoupe de l'UEFA (1) : - Vainqueur : 2025 - Championnat de France (2) : - Champion : 2024 et 2025. - Trophée des champions (2) : - Vainqueur : 2023 et 2024. - Coupe de France (2) : - Vainqueur : 2024 et 2025. - Coupe du monde des clubs : - Finaliste en 2025 |

### En sélection
Avec l'équipe de France, Ousmane Dembélé compte 55 sélections pour 7 buts et a joué les Euro 2020 et 2024 ainsi que les Coupe du monde en 2018 où il est sacré champion du monde et en 2022 dont il est finaliste. Il est également troisième de la Ligue des nations en 2025.
| Équipe de France (1)                                                                                    |
| --- |
| - Coupe du monde (1) : - Vainqueur : 2018. - Finaliste : 2022. - Ligue des nations : - Troisième : 2025 |

### Distinctions individuelles
Ousmane Dembélé obtient le trophée UNFP de joueur du mois de mars 2016, en devançant Steve Mandanda et Hatem Ben Arfa. Au terme de la saison 2015-2016, il remporte également le Trophée UNFP du meilleur espoir de Ligue 1.
Avec le Borussia Dortmund, il est élu joueur du mois de décembre 2016 en Bundesliga. En fin de saison, il est élu meilleur espoir du championnat et figure dans l'équipe-type de l'année,. Il est également présent dans l'équipe-type de la phase de groupes de Ligue des champions. Il est nommé pour le Trophée UNFP du meilleur joueur français à l'étranger en 2017.
- Deuxième au classement Golden Boy en 2017 juste derrière son compatriote Kylian Mbappé[129].

- En 2022, il finit meilleur passeur du championnat d'Espagne avec 13 passes décisives.

- Nommé dans l'équipe type du championnat de France aux Trophées UNFP du football 2024[130],[131]
- Joueur du mois UNFP en mars 2016[132] et janvier 2025[133].
- Trophée UNFP du Meilleur joueur de Ligue 1 en 2025[134]
- Nommé dans l'équipe type de Ligue 1 aux Trophées UNFP du football 2025[135]
- Meilleur buteur du championnat de France en 2024-2025 avec 21 buts[136].
- Membre de l'équipe type de la Ligue des champions de l'UEFA 2024-2025[137]
- Meilleur joueur de la Ligue des champions de l'UEFA 2024-2025[138].
- Meilleur joueur de la Supercoupe de l'UEFA 2025-2026

## Décoration
- Chevalier de la Légion d'honneur. Par décret du Président de la République en date du 31 décembre 2018, tous les membres de l'équipe de France championne du monde 2018 sont promus au grade de Chevalier de la Légion d'honneur[1].

## Polémique
En juillet 2021, une vidéo privée de l'été 2019 filmée par Dembélé dans une chambre d'hotel apparait sur les réseaux sociaux, entrainant des accusations de racisme à son encontre. Dans celle-ci on peut voir son coéquipier du FC Barcelone, Antoine Griezmann — avec qui il est alors en tournée en Asie — contemplant le travail de deux employés japonais en train de raccorder une console à un écran, dont le physique et le langage est raillé par Dembélé,,.
Griezmann et Dembélé ont tous les deux réagi après la polémique, ce dernier précisant que ces moqueries faites dans un contexte privé ne visaient pas la communauté japonaise, tout en présentant ses excuses au personnel local qui apparaissait dans la vidéo,.

## Vie privée
Ousmane Dembélé est un suiveur assidu du Leeds United de Marcelo Bielsa, ayant notamment demandé le maillot de joueur du club lors de la saison 2020-2021, par l'intermédiaire de son gardien français Illan Meslier,.
En 2021, il se marie à Rima Edbouche. En 2022, il devient père de son premier enfant,.